# Leonel Vangioni
Leonel Jesús Vangioni, né le 5 mai 1987 à Villa Constitución, est un footballeur international argentin. Il évolue au poste d'arrière gauche au CF Monterrey, qu'il quittera à l'été 2020.

## Biographie
Arrivé en fin de contrat au CF Monterrey à l'issue de la saison 2019-2020, il ne prolonge pas son contrat et quitte le club après y avoir passé trois saisons.

## Palmarès
- River Plate
  - Champion d'Argentine en 2014
  - Vainqueur de la Copa Campeonato (en) en 2014
  - Vainqueur de la Copa Sudamericana en 2014
  - Vainqueur de la Recopa Sudamericana en 2015
  - Vainqueur de la Copa Libertadores en 2015
  - Vainqueur de la Coupe Suruga Bank en 2015

- AC Milan
  - Vainqueur de la Supercoupe d'Italie en 2016

- CF Monterrey
  - Vainqueur de la Coupe du Mexique en 2017
  - Champion du Mexique en 2019
  - Vainqueur de la Ligue des champions de la CONCACAF en 2019